# Vattensamlarsläktet
Vattensamlarsläktet (Nidularium) är ett släkte i familjen ananasväxter med cirka 60 arter som förekommer naturligt i östra Brasilien. Några arter odlas som krukväxter i Sverige.
Släktet består av stjälklösa, fleråriga örter vars blad bildar en trattformad tank. Blomställningarna är sammansatta, med blommorna i flata ax. Blommorna är tvåkönade, vanligen skaftlösa. Foderbladen är mer eller mindre sammanväxta. Kronbladen är rörformigt sammanväxta och ståndarna är inkluderade.

### Webbkällor
- Svensk Kulturväxtdatabas
- Bromeliad Encyclopedia
- Wikimedia Commons har media som rör Vattensamlarsläktet.